# Aartsbisdom Santiago de Guatemala
Het aartsbisdom Santiago de Guatemala (Latijn: Archidioecesis Sancti Jacobi in Guatemala) is een rooms-katholiek aartsbisdom met als zetel Guatemala-Stad, de hoofdstad van Guatemala. De aartsbisschop van Santiago de Guatemala is metropoliet van de kerkprovincie Santiago de Guatemala, waartoe ook de volgende suffragane bisdommen behoren:
- Escuintla
- Jalapa
- San Francisco de Asís de Jutiapa
- Santa Rosa de Lima
- Verapaz
- Bisdom Zacapa
- Territoriale prelatuur Santo Cristo de Esquipulas

## Geschiedenis
Het aartsbisdom werd opgericht op 18 december 1534, als het bisdom Santiago de Guatemala, uit delen van het bisdom Santo Domingo, en was suffragaan aan het aartsbisdom Sevilla. Op 12 februari 1546 veranderde het van kerkprovincie en werd suffragaan aan het nieuw verheven aartsbisdom Mexico. Op 16 december 1743 werd het verheven tot metropolitaan aartsbisdom met de naam aartsbisdom Guatemala. Op 25 april 2013 veranderde het van naam naar aartsbisdom Santiago de Guatemala
In de eerste jaren was de bisschop gezeteld in eerst Iximché en daarna in Almolonga. In 1541 werd Almolonga vernietigd door een aardverschuiving en de bisschop verhuisde hierop zijn zetel naar het huidige Antigua Guatemala, de hoofdstad van de Kapiteinsgeneraliteit Guatemala. In 1773 vernietigde een aardbeving Antigua Guatemala en besloot de regering om de stad enkele kilometers te verplaatsen. De oude stad heette voortaan Antigua Guatemala en de nieuwe stad werd het huidige Guatemala-Stad. De zetel van het aartsbisdom verhuisde mee. Er werd een nieuwe kathedraal gebouwd die in 1815 in gebruik werd genomen. 

## Parochies
Het aartsbisdom had in 2022 een oppervlakte van 2.591 km2 en telde 6.245.000 inwoners waarvan 79,9% rooms-katholiek was.

## Ordinarii

### Bisschoppen
- Francisco Marroquín Hurtado (18 december 1534 - 19 april 1563)
- Bernardino de Villalpando (28 april 1564 - augustus 1569)
- Pedro Gómez de Córdoba (18 juni 1574 - juli 1598)
  - Fernando Ortiz de Hinojosa (coadjutor: 3 april 1598; niet in bezit genomen)
- Juan Ramírez de Arellano (12 mei 1600 - 24 maart 1609)
- Juan de las Cabezas Altamirano (19 juli 1610 - 16 september 1615)
- Pedro de Valencia (28 september 1615 - 30 juli 1617)
- Juan de Zapata y Sandoval (13 september 1621 - 9 januari 1630)
- Agustín de Ugarte y Sarabia (2 december 1630 - 19 november 1640)
- Bartolomé González Soltero (1 juli 1641 - 25 februari 1650)
- Juan Garcilaso de la Vega (28 oktober 1651 - 5 mei 1654)
- Payo Afán Enríquez de Ribera Manrique de Lara (9 juli 1657 - 16 januari 1668)
- Juan de Sancto Mathía Sáenz de Mañozca y Murillo (27 februari 1668 - 13 februari 1675)
- Juan de Ortega Cano Montañez y Patiño (9 september 1675 - 8 juni 1682)
- Andrés de las Navas y Quevedo (15 februari 1683 - 2 november 1702)
- Mauro de Larreátegui y Colón (17 september 1703 - 30 november 1711)
- Juan Bautista Alvarez de Toledo (17 januari 1714 - 30 augustus 1723)
- Nicolás Carlos Gómez de Cervantes y Velázquez de la Cadena (20 december 1723 - 20 februari 1726)
- Juan Leandro Gómez de Parada Valdez y Mendoza (6 juli 1729 - 2 december 1735)

### Aartsbisschoppen
- Pedro Pardo de Figueroa (2 december 1735 - 2 februari 1751)
- Francisco José de Figueredo y Victoria (24 januari 1752 - 24 juni 1765)
  - Miguel Cilieza y Velasco (hulpbisschop: 22 april 1765 - 27 april 1767)
- Pedro Cortez y Larraz (2 juni 1766 - 13 december 1779)
- Cayetano Franco y Monroy (1 juni 1778 - 17 juli 1792)
- Juan Félix de Villegas (23 september 1793 - 3 februari 1800)
- Luis Ignatius Peñalver y Cárdenas (20 juli 1801 - 9 mei 1805)
- Rafael de La Vara (31 maart 1806 - 31 december 1809)
- Francisco Ramón Valentín de Casaus y Torres (15 maart 1815 - 10 november 1845)
  - Antonio Larrazábal (hulpbisschop: 8 juli 1839 - 1 december 1846)
- Francisco de Paul García Peláez (10 november 1845 - januari 1867; coadjutor sinds 27 januari 1843)
  - Juan Félix de Jesús Zepeda (hulpbisschop: 15 april 1859 - 22 juli 1861)
  - José María Barrutia y Croquer (hulpbisschop: 15 april 1859 - 23 augustus 1864)
  - Juan José de Aycinena y Piñol (hulpbisschop: 15 april 1859 - 17 februari 1865)
  - Emmanuele Francesco Barrutia y Croquer (hulpbisschop: 27 maart 1865 - 1879)
- José Bernardo Piñol y Aycinena (20 september  1867 - 19 mei 1881)
- Ricardo Casanova y Estrada (15 januari 1886 - 14 april 1913; apostolisch administrator sinds 25 juni 1885)
- Julián Raymundo Riveiro y Jacinto (8 april 1914 - 1921)
- Luis Javier Muñoz y Capurón (30 juli 1921 - 24 januari 1927)
- Luis Durou y Sure (30 juni 1928 - 17 december 1938)
- Mariano Rossell y Arellano (8 januari 1939 - 10 december 1964)
  - Miguel Angel García y Aráuz (hulpbisschop: 16 mei 1944 - 30 april 1951)
  - Rafael González Estrada (hulpbisschop: 1955 - 29 mei 1984)
- Mario Casariego y Acevedo (12 december 1964 - 15 juni 1983; coadjutor sinds 12 november 1963, hulpbisschop sinds 15 november 1958; kardinaal in 1969)
  - James Richard Ham (hulpbisschop: 28 november 1967 - februari 1979)
  - José Ramiro Pellecer Samayoa (hulpbisschop: 28 november 1967 - 2 oktober 2010)
  - Luis Mario Martínez de Lejarza Valle (hulpbisschop: 8 januari 1968 - 8 april 1980)
  - Eduardo Ernesto Fuentes Duarte (hulpbisschop: 9 april 1980 - 18 oktober 1982)
  - Julio Amílcar Bethancourt Fioravanti (hulpbisschop: 3 december 1982 - 4 april 1984)
- Próspero Penados del Barrio (1 december 1983 - 19 juni 2001)
  - Juan José Gerardi Conedera (hulpbisschop: 14 augustus 1984 - 26 april 1998)
  - Mario Enrique Ríos Mont (hulpbisschop: 24 januari 1987 - 2 oktober 2010)
- Rodolfo Quezada Toruño (19 juni 2001 - 2 oktober 2010; kardinaal in 2003)
  - Gustavo Rodolfo Mendoza Hernández (hulpbisschop: 9 juli 2004 - 11 november 2016)
  - Raúl Antonio Martinez Paredes (hulpbisschop: 28 juli 2007 - 7 juni 2023; apostolisch administrator: 24 februari 2018 - 3 september 2020)
- Oscar Julio Vian Morales (2 oktober 2010 - 24 februari 2018)
  - José Cayetano Parra Novo (hulpbisschop: 11 november 2016 - 16 juli 2021)
- Gonzalo de Villa y Vásquez (9 juli 2020 - heden; hulpbisschop: 9 juli 2004 - 28 juli 2007)
  - Tulio Omar Pérez Rivera (hulpbisschop: 27 juni 2022 - heden)
  - Eddy René Calvillo Díaz (hulpbisschop: 27 maart 2024 - heden)

## Galerij van afbeeldingen

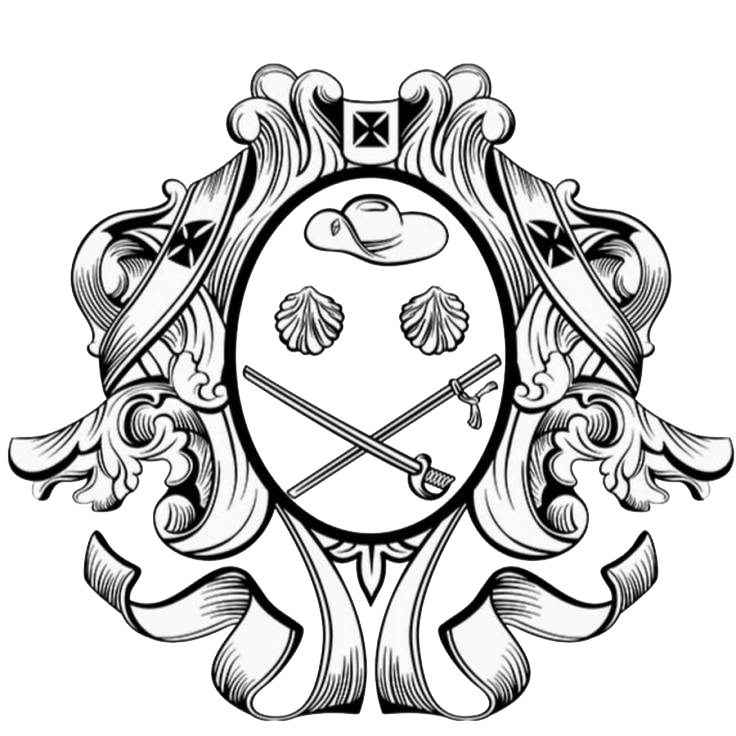
Wapen van het aartsbisdom Santiago de Guatemala
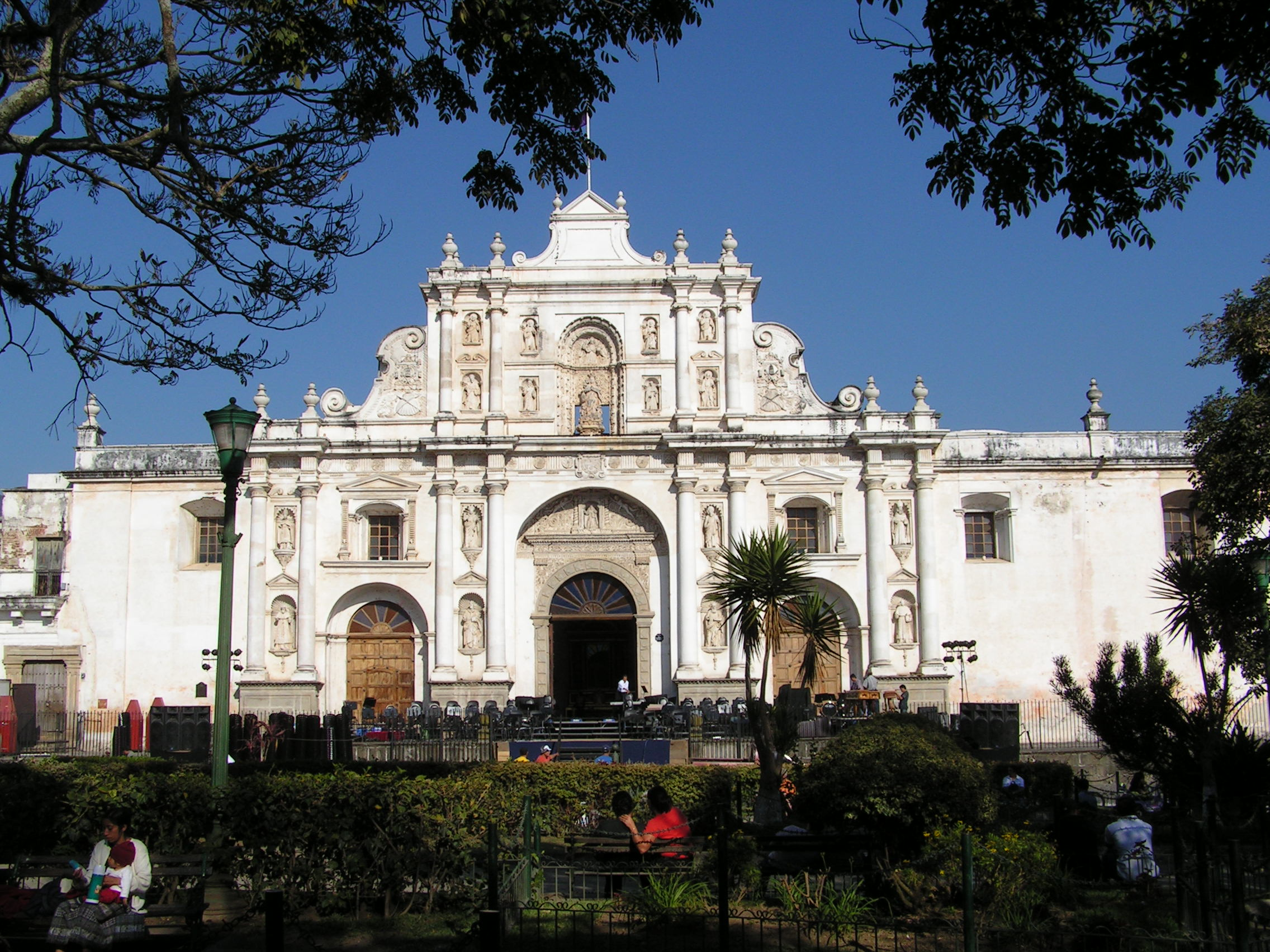
Voormalige kathedraal in Antigua Guatemala. De stad Antigua Guatemala is opgenomen op de Werelderfgoedlijst van UNESCO.
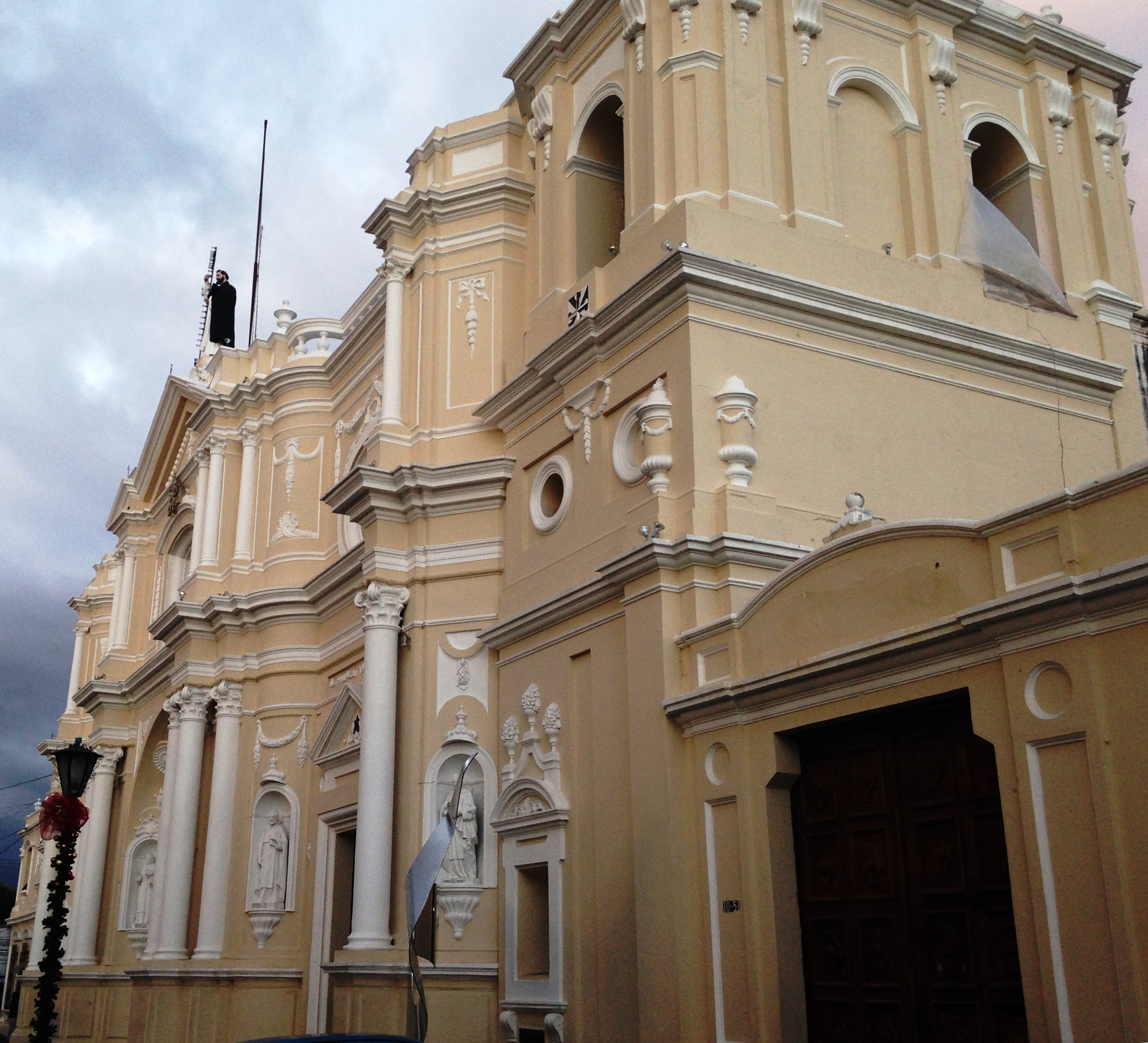
Basiliek Nuestra Señora del Rosario in Guatemala-Stad
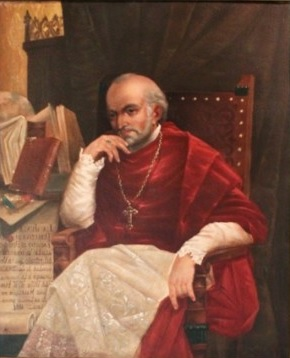
Bisschop Francisco Marroquín Hurtado (1534-1563), de eerste bisschop
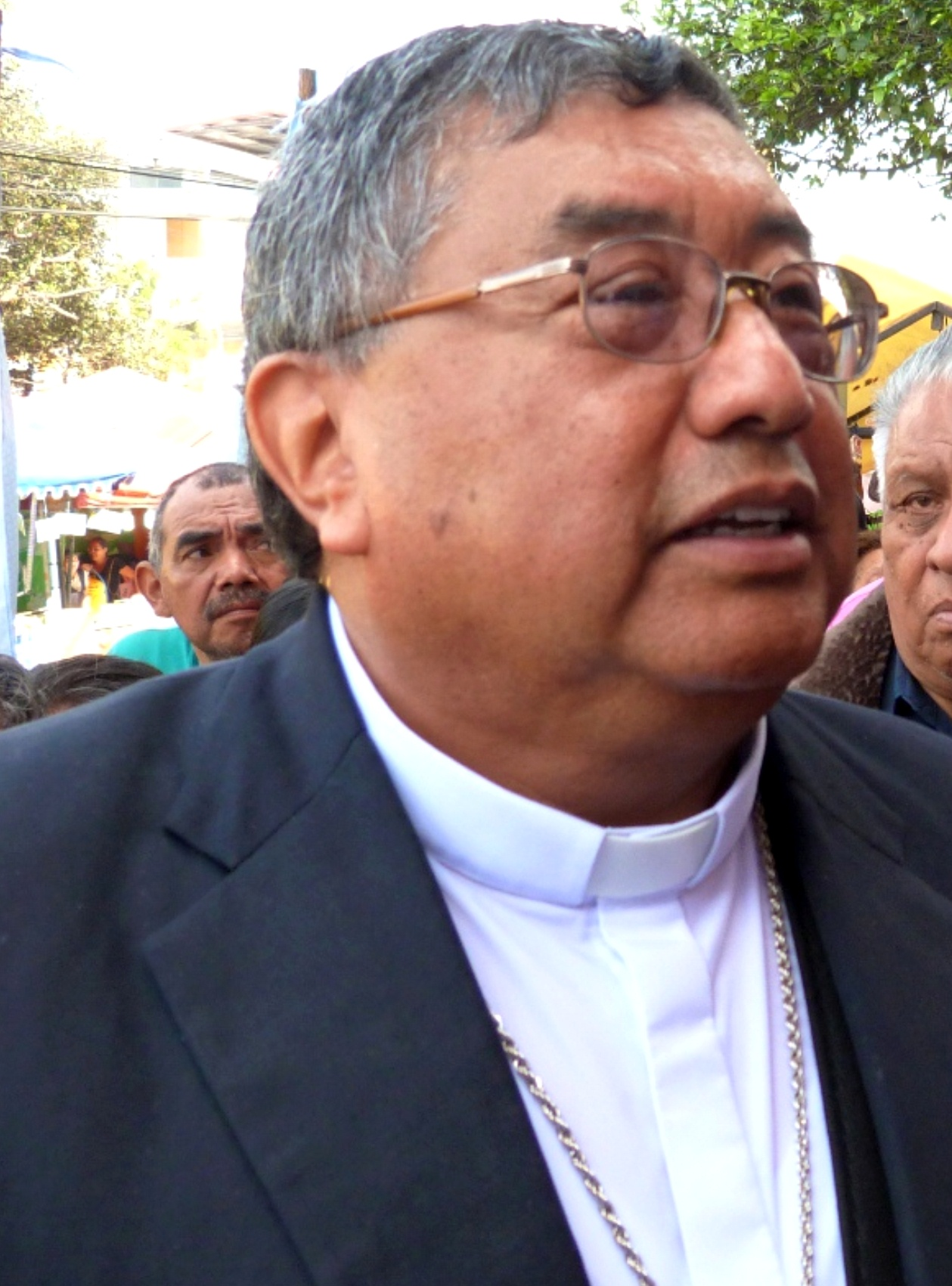
Aartsbisschop Oscar Julio Vian Morales (2010-2018)
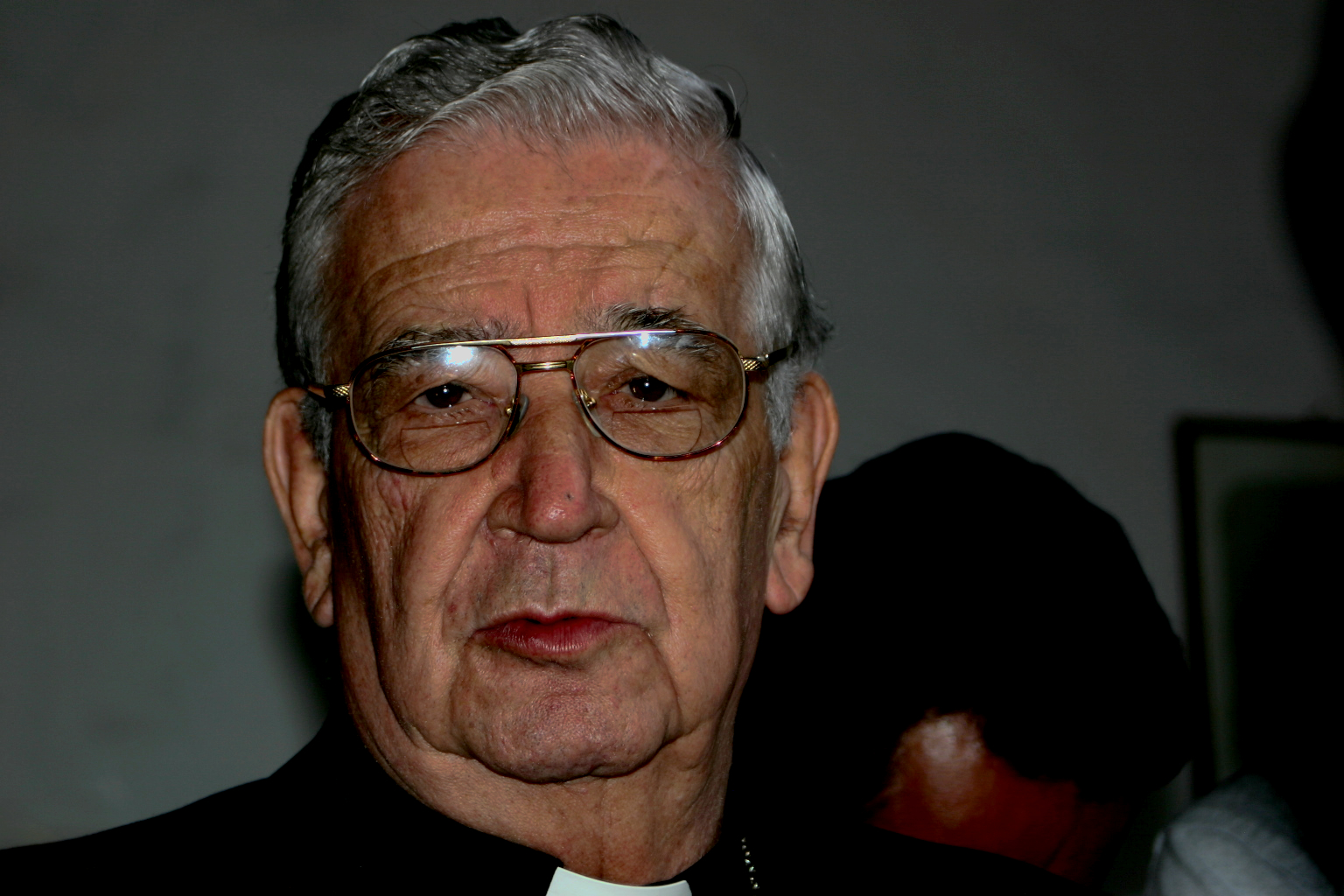
Aartsbisschop Rodolfo Quezada Toruño (2001-2010), kardinaal in 2003